# Adlène Guedioura
Adlène Guedioura (arab. قديورة عدلان, ur. 12 listopada 1985 w La Roche-sur-Yon) – algierski piłkarz pochodzący z Francji występujący na pozycji pomocnika w katarskim klubie Al-Gharafa.
Guedioura jest synem byłego napastnika reprezentacji Algierii, Nacer Guedioura. Jego matka, Enriqueta Soreira Pons, jest byłą hiszpańską koszykarką.

## Kariera reprezentacyjna
Guedioura zadebiutował w reprezentacji Algierii w meczu kwalifikacyjnym do MŚ 2010 z Irlandią.